# Кастільйоне-К'яварезе
Кастільйоне-К'яварезе (італ. Castiglione Chiavarese, ліг. O Castiggion) — муніципалітет в Італії, у регіоні Лігурія,  метрополійне місто Генуя.
Кастільйоне-К'яварезе розташоване на відстані близько 360 км на північний захід від Рима, 50 км на схід від Генуї.
Населення — 1603 особи (2014).

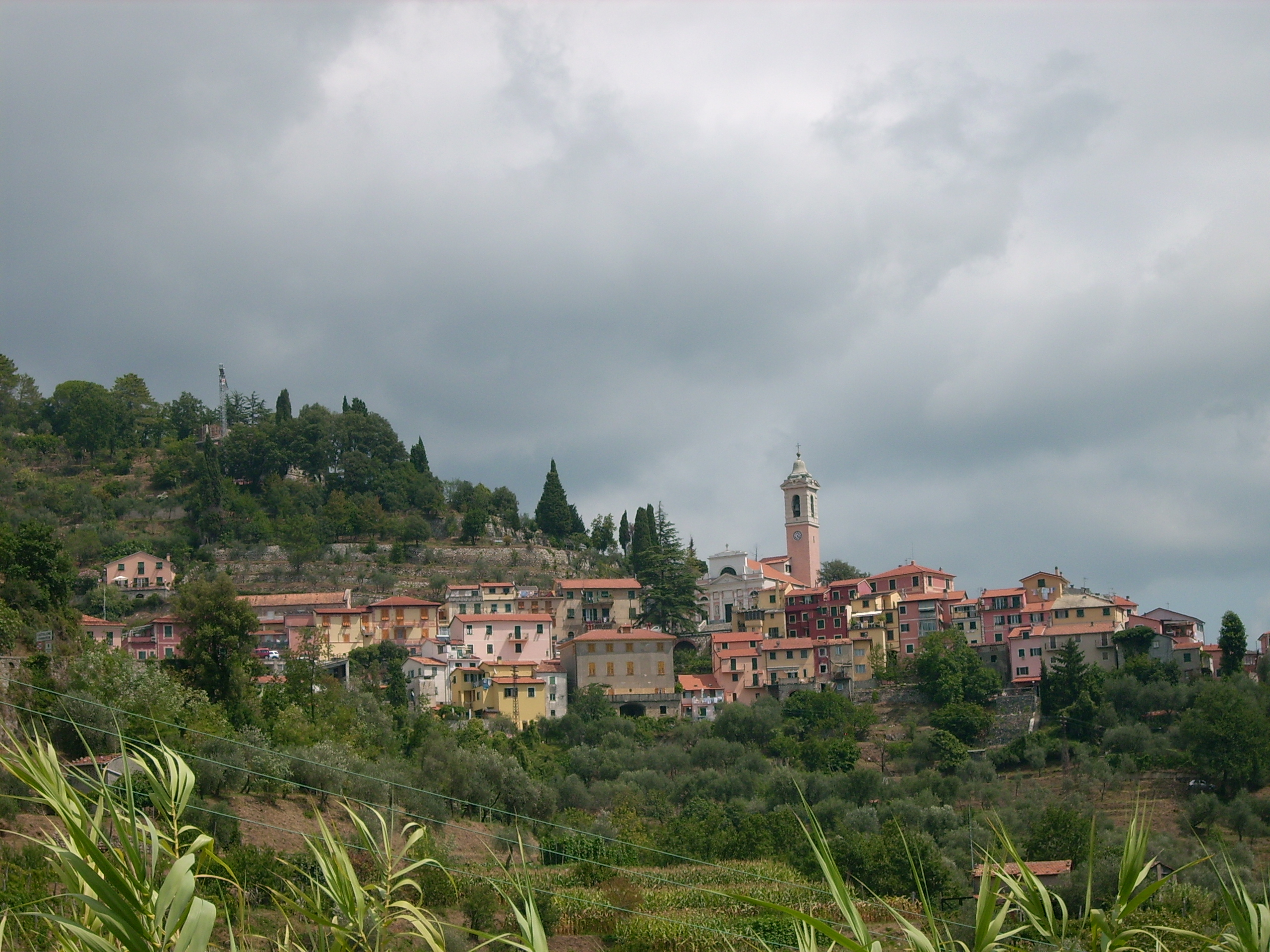

Щорічний фестиваль відбувається 16 липня. Покровитель — Madonna del Carmine.

## Демографія
Населення за роками:

Станом на 1 січня 2023 року в муніципалітеті офіційно проживало 116 іноземців з 26 країн, серед них 45 громадян країн Євросоюзу та 10 громадян України.

## Сусідні муніципалітети
- Карро
- Казарца-Лігуре
- Деїва-Марина
- Майссана
- Монелья